# Tryb doraźny
Tryb doraźny – w sądownictwie specjalny, zaostrzony tryb orzekania kary. Wyroki zapadające w trybie doraźnym nie mogą być niższe niż trzy lata pozbawienia wolności bez zawieszenia. Przewidziany zasadniczo do spraw związanych z naruszaniem bezpieczeństwa państwa.
W II RP istniały sądy doraźnie na podstawie ustawy z 30 czerwca 1919 r. w przedmiocie sądów doraźnych.
Zgodnie z art. 175 ust. 2 Konstytucji orzekanie w trybie doraźnym dopuszczalne jest tylko w czasie wojny, podobnie jak ustanawianie sądów wyjątkowych.
W przeszłości tryb doraźny stosowany był i nadużywany tak w pierwszych latach po II wojnie światowej, jak i później, np. w czasie stanu wojennego w latach 1981–1983.
Szczególnie w latach 1981–1983 obrońcy osób oskarżanych o działalność antypaństwową usiłowali – często skutecznie – doprowadzić do uchylenia trybu doraźnego, np. przez wnioskowanie o uznanie niepoczytalności (lub ograniczonej poczytalności) sprawcy lub sprawców. Jeśli sąd przychylił się do prośby o skierowanie choćby jednego z oskarżonych w danej sprawie na obserwację psychiatryczną, to niezależnie od późniejszej konkluzji lekarzy psychiatrów, tryb doraźny był wycofywany i wszyscy oskarżeni w tej samej sprawie (nie tylko ten skierowany na badania) mogli liczyć na łagodniejszy wyrok. Taktykę tę stosowali obrońcy czasem w nieformalnym porozumieniu z tymi spośród sędziów, którzy nie akceptowali skutków obowiązującego dekretu o stanie wojennym, ale z drugiej strony z różnych przyczyn nie chcieli odmówić rozpatrywania spraw tego rodzaju.

## Źródła
- ustawa z 30 czerwca 1919 r. w przedmiocie sądów doraźnych